# حضارة ديفيريل ريمبوري
كانت حضارة ديفيريل-ريمبوري اسمًا يطلق على الحضارة الأثرية في العصر البرونزي الأوسط البريطاني في جنوب إنجلترا. سُميت على اسم موقعي بارون في دورست ويعود تاريخه إلى ما بين ق. . 1600  – 1100 قبل الميلاد.
تتميز بالحقول الكلتية ‏ التي سُميت بشكل غير صحيح، وحظائر الماشية المسيجة، والبيوت الدائرية الصغيرة ومدافن حرق الجثث إما في مقابر الجرار أو تحت عربات اليد المستديرة المنخفضة. أُدرج أيضًا حرق الجثث من هذه الفترة في عربات اليد الموجودة مسبقًا. كان الناس من المزارعين ومربي الماشية.
يتميز فخار ديفيريل-ريمبوري بأوعية كروية مميزة ذات زخارف مزخرفة وجدران سميكة تسمى "جرار الدلو" ذات زخرفة مطوقة وعادةً ما تكون مطبوعة بالأصابع. في المقاطعات الجنوبية من المملكة المتحدة، عادة ما يكون القماش ذو صلابة خشنة. في شرق أنجليا وفي شمال شرق البلاد، يعتبر التقلب المزاجي أمرًا معتادًا.
يستخدم مصطلح ديفيريل-ريمبوري الآن في الغالب للإشارة إلى أنواع الفخار حيث يعتقد علماء الآثار اليوم أن ديفيريل-ريمبوري لا يمثل مجموعة ثقافية واحدة متجانسة ولكن العديد من المجموعات المتباينة التي تشترك في مجموعة متنوعة من السمات الثقافية.

## روابط خارجية
- أدوات ديفيريل-ريمبوري في متحف لندن